# Шоболга
Шоболга — река в России, протекает в Сокольском и Междуреченском районах Вологодской области. Длина реки составляет 21 км.
Исток реки находится к северу от деревни Загоскино. Огибая Загоскино с запада, река течёт сначала на юго-запад, затем на юго-восток. Слева в реку Шоболга впадает ручей Шоболга, ниже русло реки теряется в болоте Клестовая Чисть, заново появляясь менее чем за километр до впадения в Сухону.

## Данные водного реестра
По данным государственного водного реестра России относится к Двинско-Печорскому бассейновому округу, водохозяйственный участок реки — Северная Двина от начала реки до впадения реки Вычегда, без рек Юг и Сухона (от истока до Кубенского гидроузла), речной подбассейн реки — Сухона. Речной бассейн реки — Северная Двина.
По данным реестра Шоболга впадает в Вязовик в 1 км по правому берегу, что не соответствует топокартам. Кроме того, судя по реестру в 12 км от устья, по правому берегу реки впадает река Загоскина, которая на картах не обозначена. Видимо, Загоскина — верхнее течение Шоболги, а Шоболгой в реестре считается ручей Шоболга. При этом, пустошь Загоскино на реке Шоболде упоминается в документах XVII века
По данным геоинформационной системы водохозяйственного районирования территории РФ, подготовленной Федеральным агентством водных ресурсов:
- Код водного объекта в государственном водном реестре — 03020100312103000007629
- Код по гидрологической изученности (ГИ) — 103000762
- Код бассейна — 03.02.01.003
- Номер тома по ГИ — 03
- Выпуск по ГИ — 0